# Jóšafat
Jóšafat (hebrejsky: יְהוֹשָׁפָט‎, Jehošafat), v českých překladech Bible přepisováno též jako Jošafat či Jozafat, byl čtvrtým králem Judského království. Jeho jméno je vykládáno ve smyslu „Hospodin rozsoudil“. Moderní historikové a archeologové uvádějí, že vládl asi v letech 870–846 př. n. l. Podle kroniky Davida Ganse by však jeho kralování mělo spadat do let 3024–3047 od stvoření světa neboli do let 738–714 před naším letopočtem, což odpovídá 23 létům vlády, ačkoliv v Bibli je uvedeno, že kraloval 25 let. Židovští učenci totiž poukazují na to, že ještě za Jóšafatova života usedl na judský královský trůn jeho syn Jóram, který po dva roky zastupoval svého otce v královském úřadu.
Jóšafat pocházel z rodu Davidova, byl synem krále Ásy a jeho manželky Azúby, dcery Šilchího. Na trůn nastoupil, když mu bylo 35 let. Judské království zveleboval, budoval nová opevnění a zřizoval stálé vojenské posádky. Upravil také vnitřní správu a soudnictví, jež svěřil do rukou lévijců, jejichž povinností bylo vyučovat Tóru a v právních záležitostech postupovat podle ní. Na organizovaném vyučování Hospodinova zákona se také sám podílel. Sousedé z okolních zemí – Pelištejci a Arabové – mu odváděli daně neboli vazalské poplatky. Uzavřel spojenectví s Izraelským královstvím tím, že oženil svého syna a nástupce Jórama s Achabovou dcerou Ataljou. Společně s izraelským králem Achabem dobývali Rámot v Gileádu, ale byli poraženi a Achab svým zraněním podlehl. Poté bylo Jóšafatovo království napadeno koalicí sousedních králů – Edomci, Moabci a Amonovci, ale dříve než se s nimi střetl, se toto spojenectví rozpadlo a vojska nepřátel se napadla navzájem, čímž Judsko získalo v regionu ještě větší respekt. Jóšafat byl jedním z nejmocnějších judských králů.
Za vlády Jóšafata měli v zemi veliký vliv proroci Jachzíel a Elíezer. Ti neváhali napomínat samotného krále.